# Parachernes kuscheli
Parachernes kuscheli är en spindeldjursart som beskrevs av Beier 1955. Parachernes kuscheli ingår i släktet Parachernes och familjen blindklokrypare. Inga underarter finns listade i Catalogue of Life.